# NCR Millona
La NCR Millona è una motocicletta da competizione costruita a partire dal 2004 dalla casa motociclistica bolognese NCR (acronimo di Nepoti Caracchi Racing), un'azienda attiva dal 1967 nel campo delle elaborazioni di moto Ducati e nelle competizioni motociclistiche, ma che solo negli ultimi anni ha immesso sul mercato veicoli di propria progettazione.

## Storia
Presentata con il nome di NCR 100ONE al Salone del Ciclo e Motociclo di Milano nel 2002, il prototipo e i progetti della moto furono sottoposti alla Bimota che ne valutò la commercializzazione per uso agonistico con il proprio marchio sotto la denominazione Bimota 666 L.E. cambiando solo la livrea della motocicletta, che per il resto è identica al prototipo originale. L'accordo però non va a buon fine e la NCR decide quindi di commercializzarla col proprio nome e a fine 2004 vengono realizzati i primi esemplari di pre-serie della 100ONE, che debuttano in gara.
Con l'avvio definitivo della produzione in (piccola) serie nel 2005, la moto assume la denominazione definitiva di NCR Millona.
Nel 2010 viene presentata la NCR M16, erede della Millona, equipaggiata col V4 della Ducati Desmosedici.

## Tecnica
La NCR Millona è realizzata conformemente ai dettami regolamentari del Campionato Supertwins, riservato a motociclette bicilindriche di elevata cubatura, e per ottenere la massima competitività si affida alla propria leggerezza; non potendo utilizzare (per regolamento) un motore che sia contemporaneamente raffreddato a liquido, a distribuzione plurivalvole e alimentato ad iniezione elettronica, la scelta cadde in un primo momento sul motore a doppia accensione della Ducati Multistrada elaborato fino ad erogare 105 CV, installato in un telaio a traliccio in tubi di titanio, che associati ad una componentistica molto ricercata (tra cui la forcella Ohlins e i freni Brembo ad attacco radiale) e alla semi-carenatura in carbonio disegnata da Aldo Drudi portano il peso a secco della moto a soli 112 kg.

## Competizioni
La NCR Millona ha vinto nel 2005 il Campionato italiano Supertwins, nel 2007 il Campionato europeo Supertwins e la gara della categoria Sound of Thunder durante la Daytona Bike Week, cioè le gare di contorno della 200 Miglia di Daytona.